# Schlangen
Schlangen is een plaats en gemeente in de Duitse deelstaat Noordrijn-Westfalen, gelegen in de Kreis Lippe. De gemeente telde op de peildatum van de meest recente statistiek 9.254 inwoners (31 december 2020) op een oppervlakte van 75,97 km².

## Plaatsen in de gemeente Schlangen
- Schlangen, ca. 6.000 inwoners
- Kohlstädt, ca. 1.200 inwoners
- Oesterholz-Haustenbeck, ca. 2.000 inwoners

## Ligging, verkeer, vervoer
De dorpen Schlangen en Kohlstädt liggen aan de Bundesstraße 1 tussen Paderborn, dat in zuidwestelijke richting ligt, en Horn-Bad Meinberg. Schlangen ligt ongeveer halverwege deze steden (afstand ongeveer 11,5 km). Kohlstädt ligt 3 km noordoostelijker  en dus dichter bij Horn-Bad Meinberg. Met Paderborn bestaat op werkdagen een frequente streekbusverbinding.
Oesterholz-Haustenbeck ligt 2 à 3 kilometer ten noorden van Schlangen tegen het militair oefenterrein aan.
De bebouwing van Schlangen gaat ongemerkt over in die van het zuidwestelijke buurstadje Bad Lippspringe.
Het noordwestelijke deel van de gemeente behoort tot het sinds 1892 bestaande militaire oefenterrein Truppenübungsplatz Senne. Een weg door dit oefenterrein loopt noordwestwaarts van Schlangen naar Augustdorf en is, wanneer er geen gevechts- of schietoefeningen zijn, ook voor niet-militairen toegankelijk.

## Geschiedenis
Schlangen wordt in de vroege middeleeuwen voor het eerst als  Lanchel vermeld. Mogelijk was er daarna sprake van twee dorpjes Ost- en Westlangel. Ostlangen kan later tot Oschlangen en daarna Schlangen verbasterd zijn. De merkwaardige plaatsnaam heeft dus niets met slangen (reptielen) te maken. Wel is een slang later in het gemeentewapen aangebracht, in combinatie met de vijfbladige Lippische roos. 
Dit dorp was vanaf zijn ontstaan tot in de 20e eeuw een arm, in zijn geschiedenis door talrijke oorlogen, besmettelijke ziekten, branden en natuurrampen geteisterd boeren- en arbeidersdorp. Veel mannen werkten enige maanden per jaar als zgn. Wanderziegler (steenbakkers) in Nederland of Denemarken.
Kohlstädt ontleent zijn naam aan de houtskoolwinning ter plaatse in de middeleeuwen. De laatste houtskoolmeilers verdwenen pas rond 1931.
Oesterholz-Haustenbeck bestaat alleen nog uit Oesterholz, omdat in 1937 het dorp Haustenbeck i.v.m. de uitbreiding van het militaire oefenterrein moest worden afgebroken.
Sinds de reformatie in de 16e eeuw is de meerderheid van de christenen in de gemeente protestants; er wonen in de gemeente duidelijk meer calvinistische evangelisch-gereformeerden dan evangelisch-luthersen. Dat heeft zijn oorzaak in het feit, dat het dorp in de 17e eeuw in het Graafschap Lippe-Detmold lag, dat  in 1798 in het Vorstendom Lippe opging. De heren van dit graafschap waren overwegend gereformeerd. Schlangen was overigens een grensplaats met het rooms-katholieke prinsbisdom Paderborn. Dat was ook een van de redenen, waarom Schlangen in de 16e-18e eeuw zo vaak getroffen werd door geweld tijdens godsdienstoorlogen.

## Bezienswaardigheden
- De 182 m lange Hohlsteinhöhle, 2 km oost-noordoost van Kohlstädt,  is een grot, waar een nergens anders ter wereld voorkomende keversoort leeft, namelijk de Choleva septentrionis sokolowskii n. ssp. . Dit insect leeft van voedselresten en uitwerpselen van de in deze grot levende vleermuizen; zowel de larven als de volwassen kevers eten ook wel dode vleermuizen. De grot is een natuurreservaat en niet voor publiek toegankelijk.
- Op het militaire terrein staat bij het voormalige dorp Haustenbeck een 41 m hoge toren. Deze werd in 1941 oorspronkelijk als wachttoren gebouwd. Hij dient nu als nestgelegenheid voor torenvalken en andere roofvogels. Sinds eind 1992 staat de toren onder monumentenzorg.
- Aan de noordkant van Oesterholz staat langs de hoofdweg de Kreuzkrug, een oude herberg, gevestigd in een schilderachtig vakwerkhuis. Ook elders in de gemeente staan enige schilderachtige boerderijen en boerenschuren in vakwerkbouw.
- De protestantse kerk in Schlangen dateert deels uit de 11e, en deels uit de 16e eeuw, maar werd in 1878 ingrijpend verbouwd.
- Te Schlangen staat het uit 1889 daterende Haus Fischer. Het herbergt het plaatselijke streekmuseum.
- De weg noordwaarts  via Oesterholz, de 350 m hoge pas Gauseköte en verder noordwaarts naar de Adlerwarte in Berlebeck, en dan naar Heiligenkirchen en uiteindelijk de stad Detmold is met een fraaie dubbele rij eiken omzoomd. Deze Fürstenallee wordt als beschermd monument beschouwd.

## Economie
Veel inwoners van Schlangen zijn forensen, die werken in de buurgemeenten. Ook wonen er enige beroepsmilitairen en burgerpersoneel van het militair oefenterrein. Ook bieden een vrij groot aantal kleine timmerfabrieken en andere houtverwerkende bedrijven  werkgelegenheid.

## Afbeeldingen

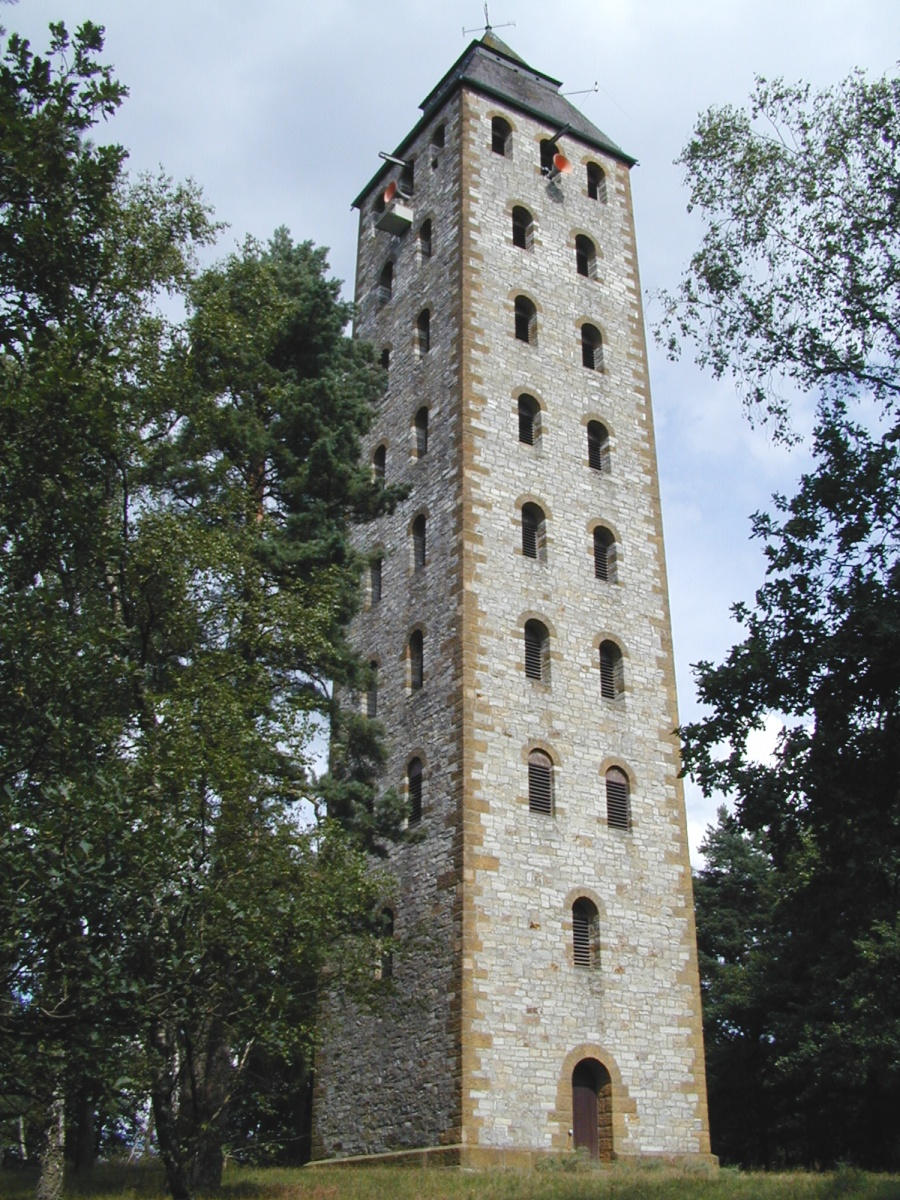
De Haustenbecker Turm
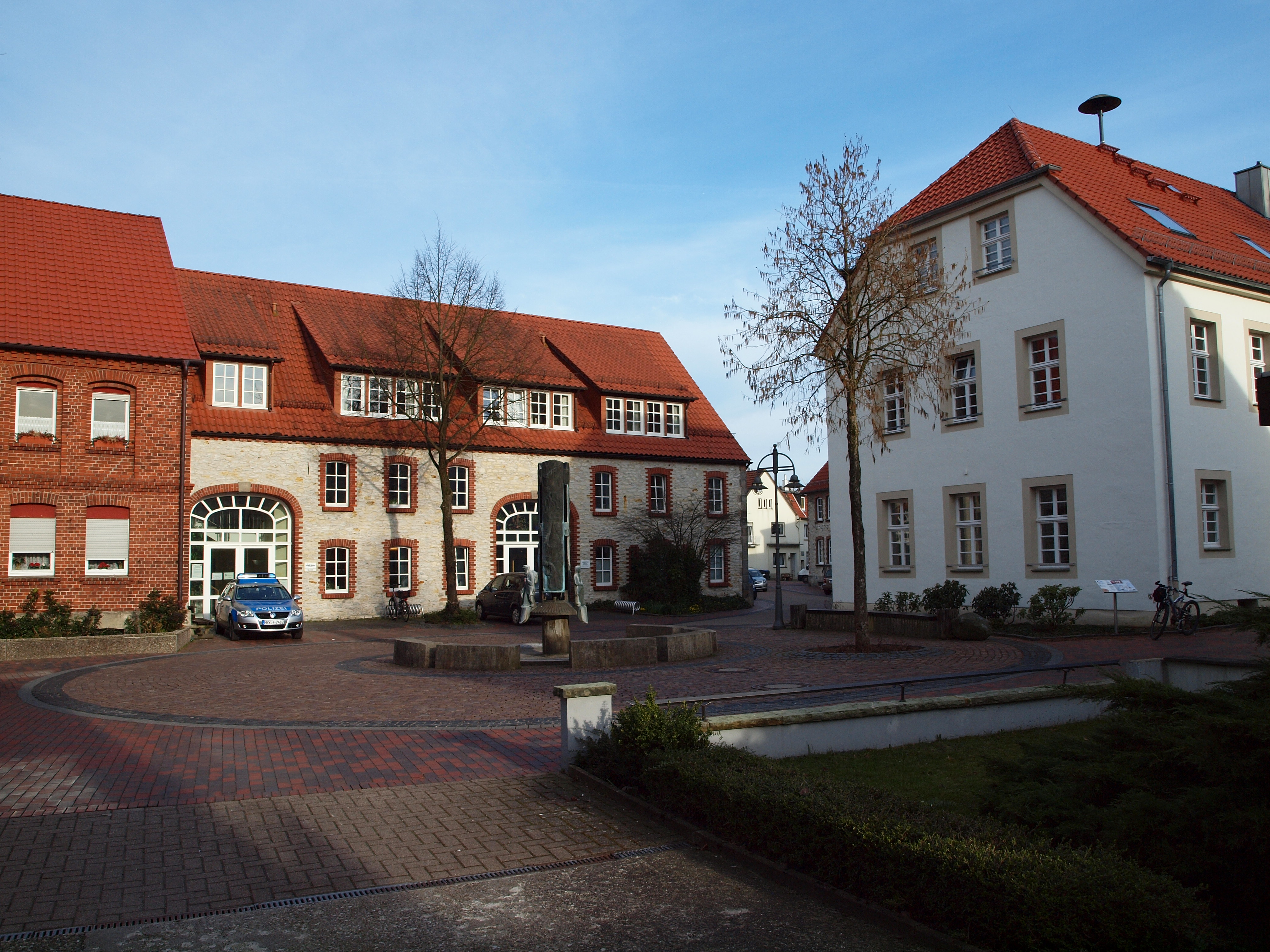
Centrum
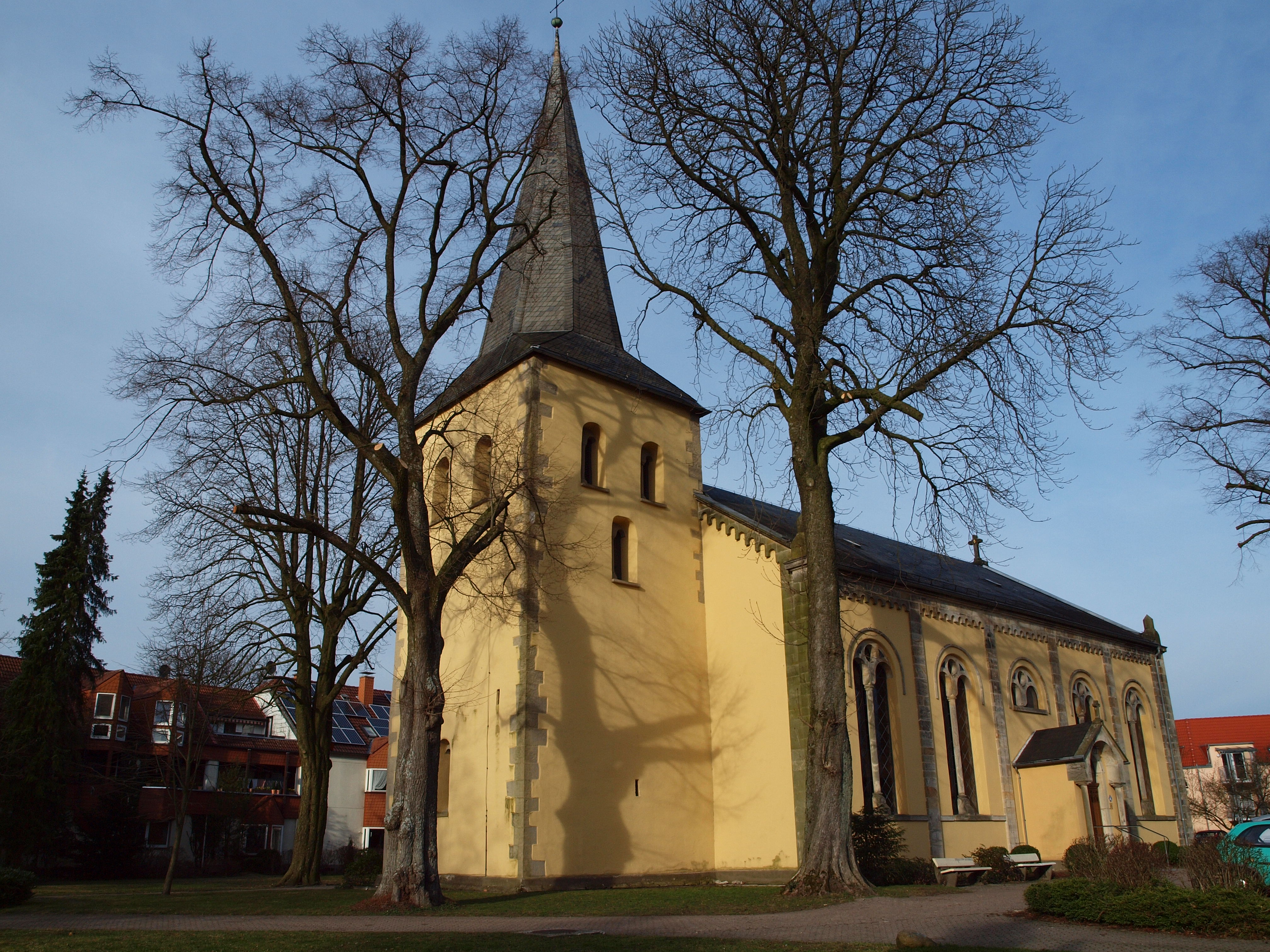
Evang.-gereformeerde kerk te Schlangen
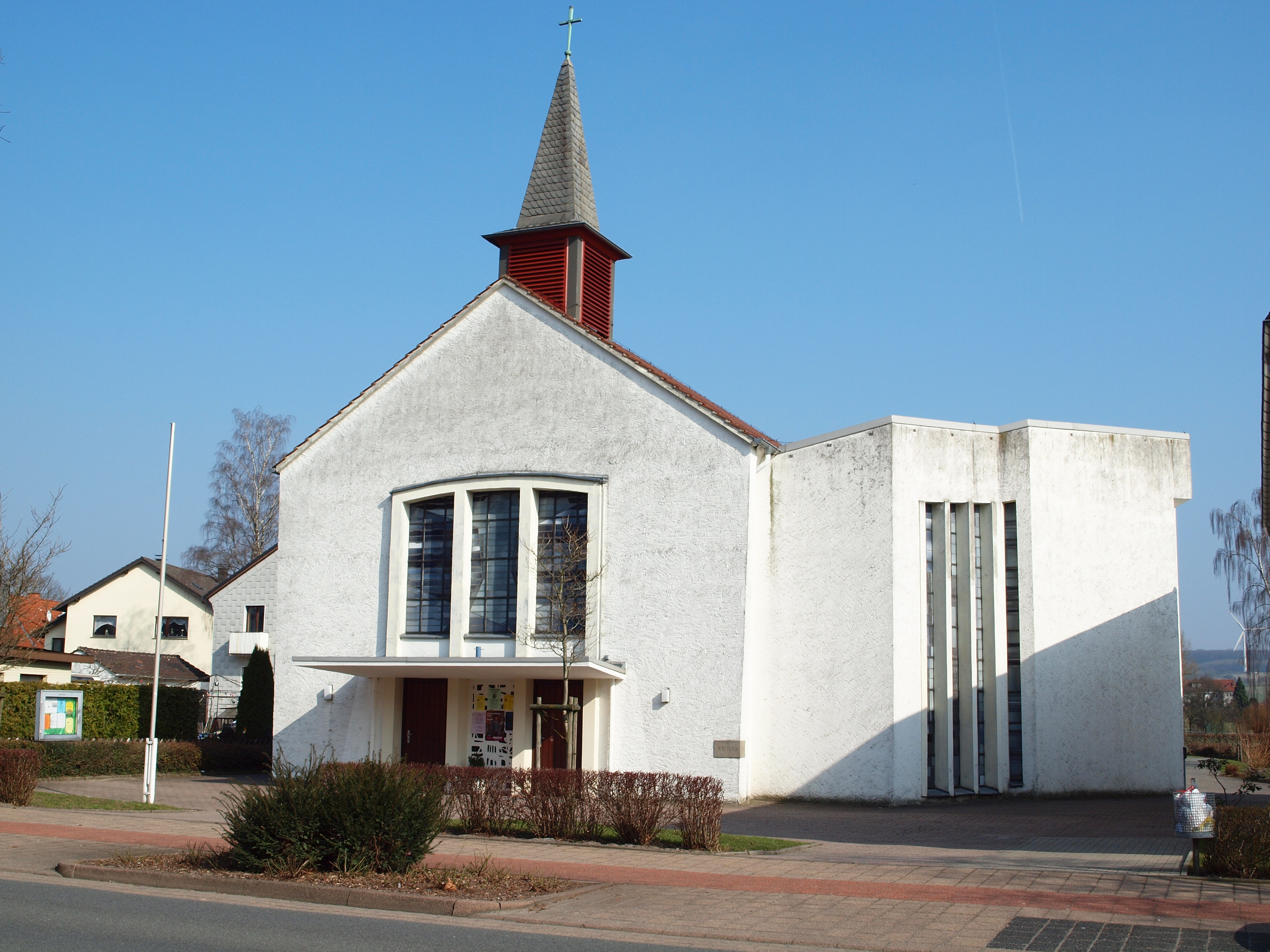
Rooms-katholieke kerk te Schlangen
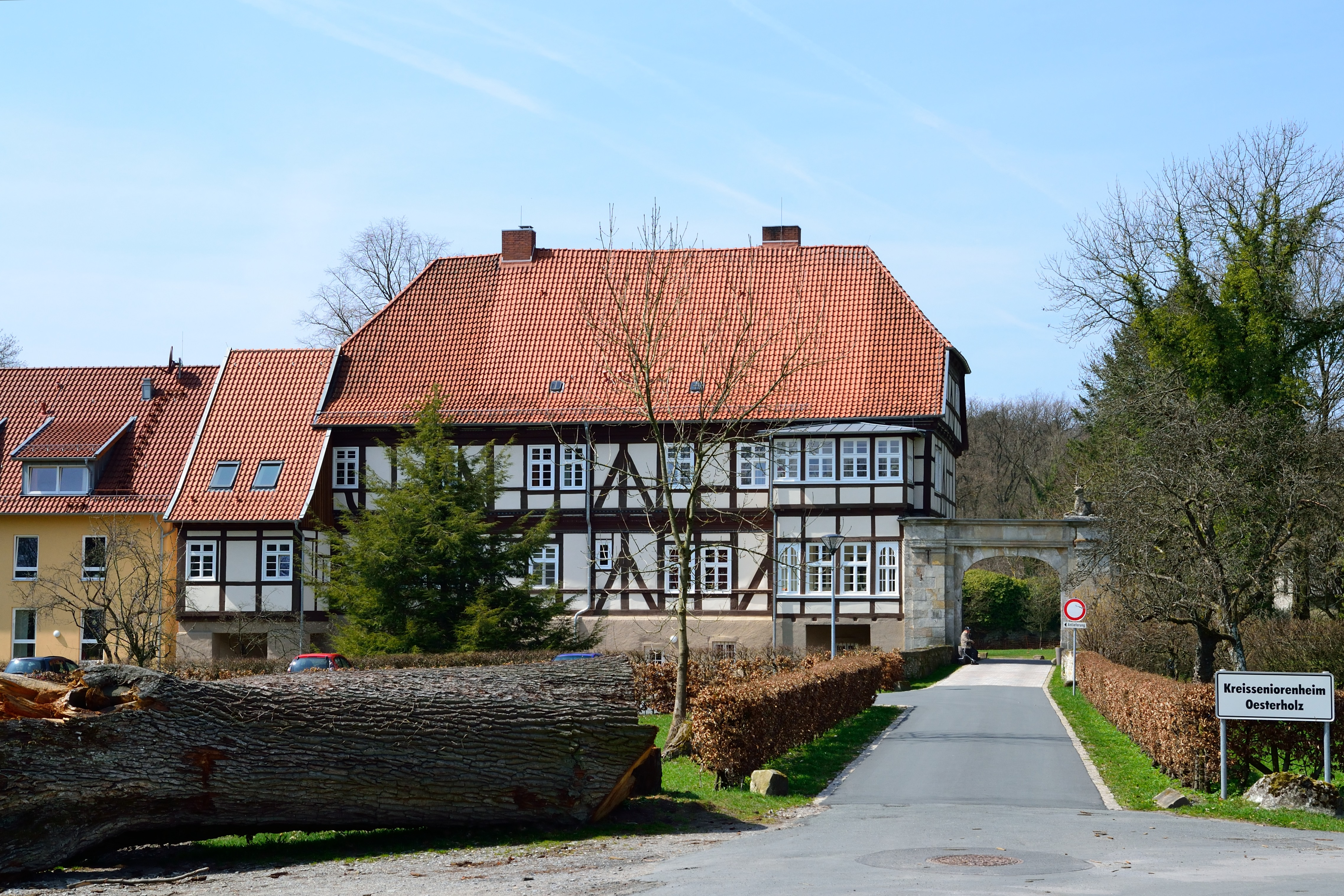
Voormalig Jagdschloss Oesterholz, thans seniorenwoningen
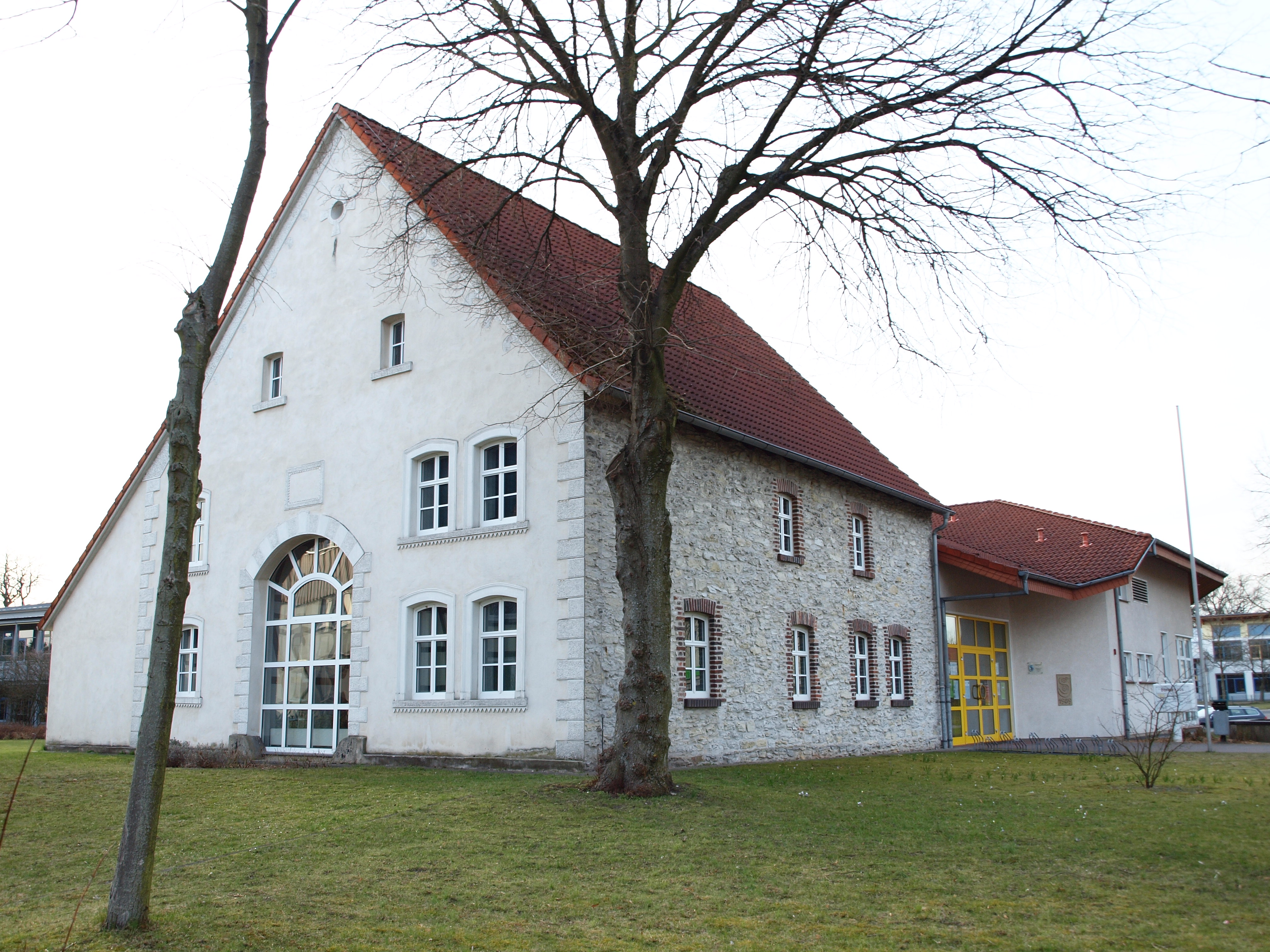
Het dorpsmuseum in Haus Fischer
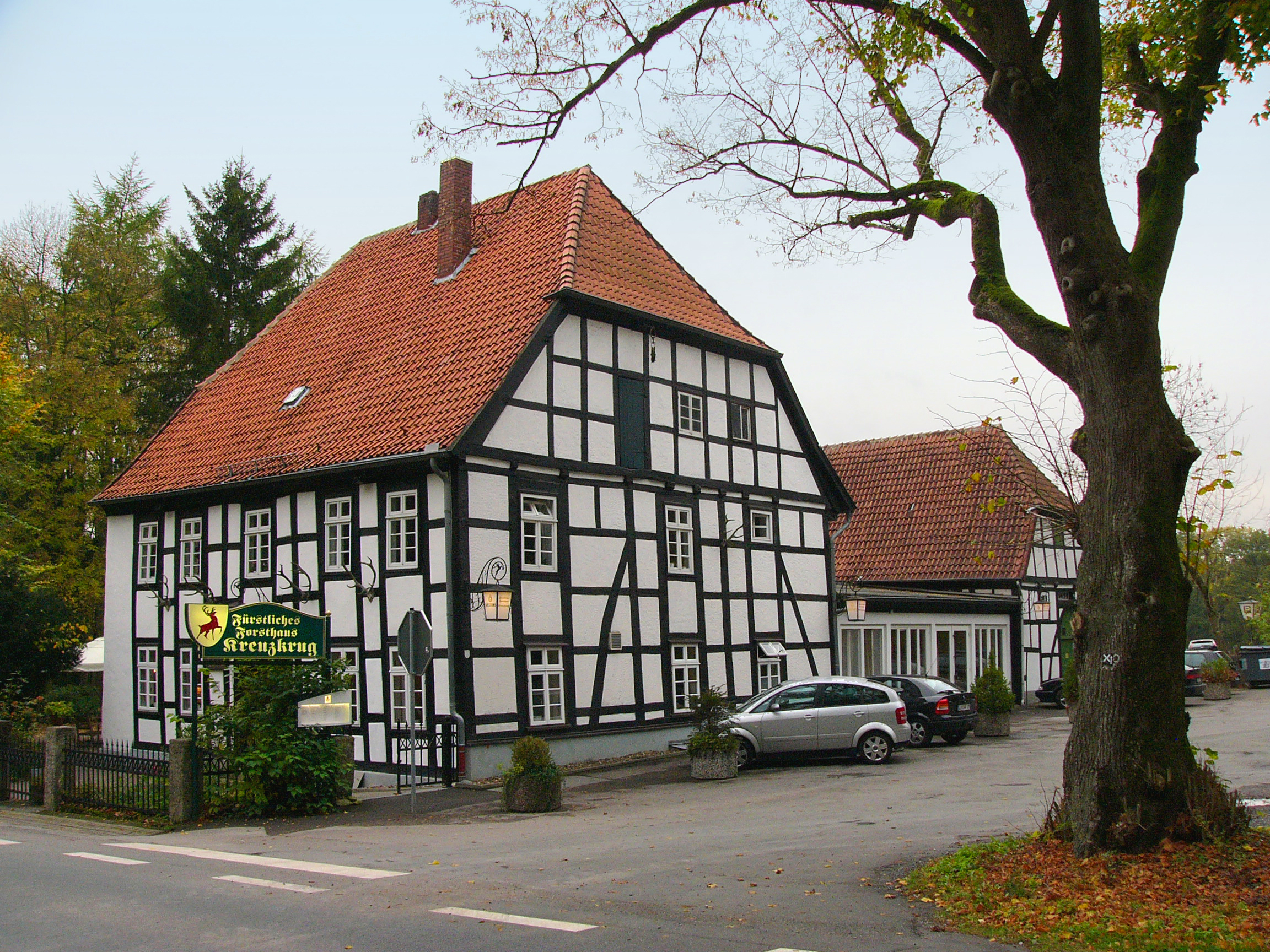
Huis Kreuzkrug
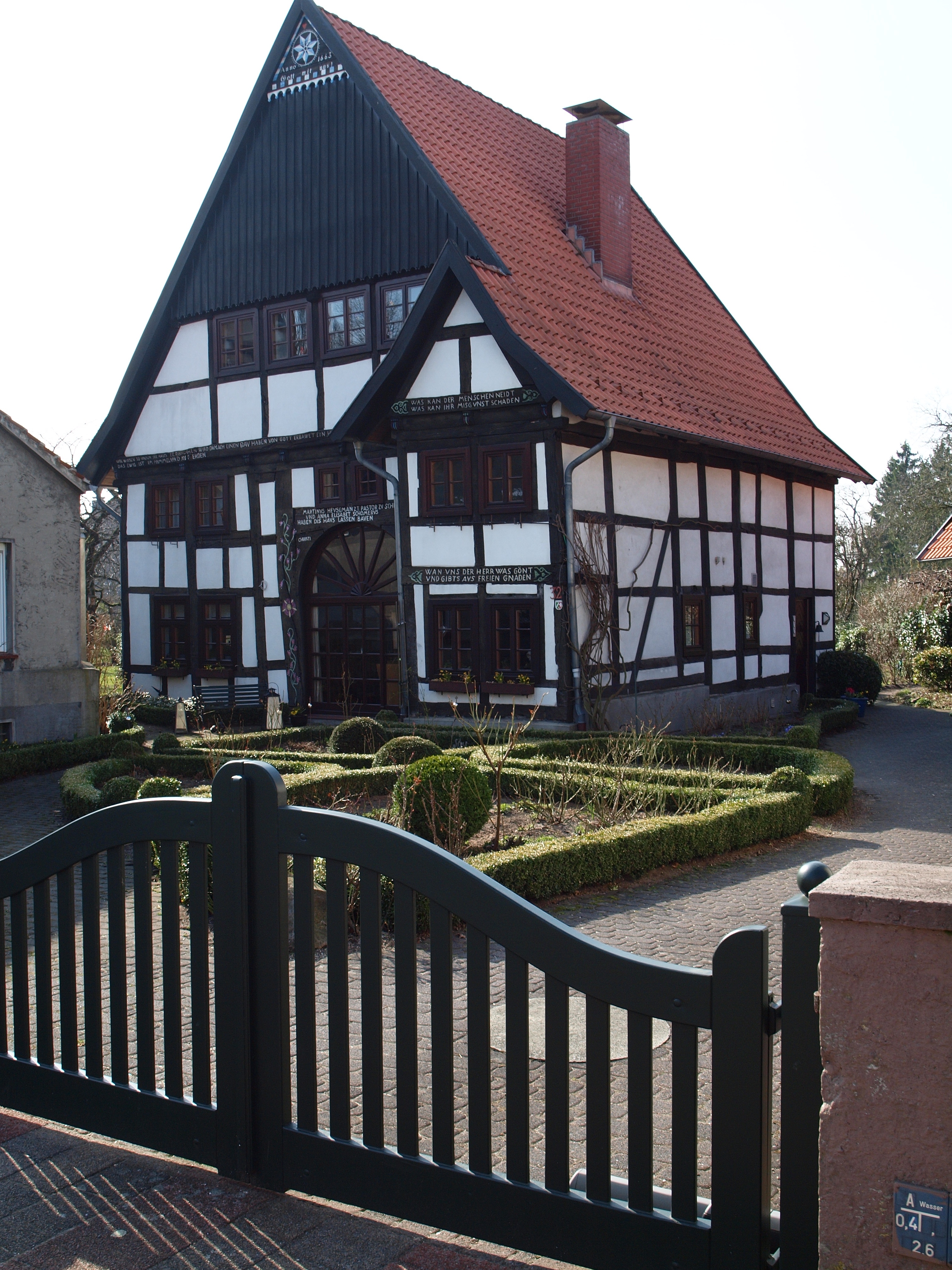
Hauptstraße, oud vakwerkhuis
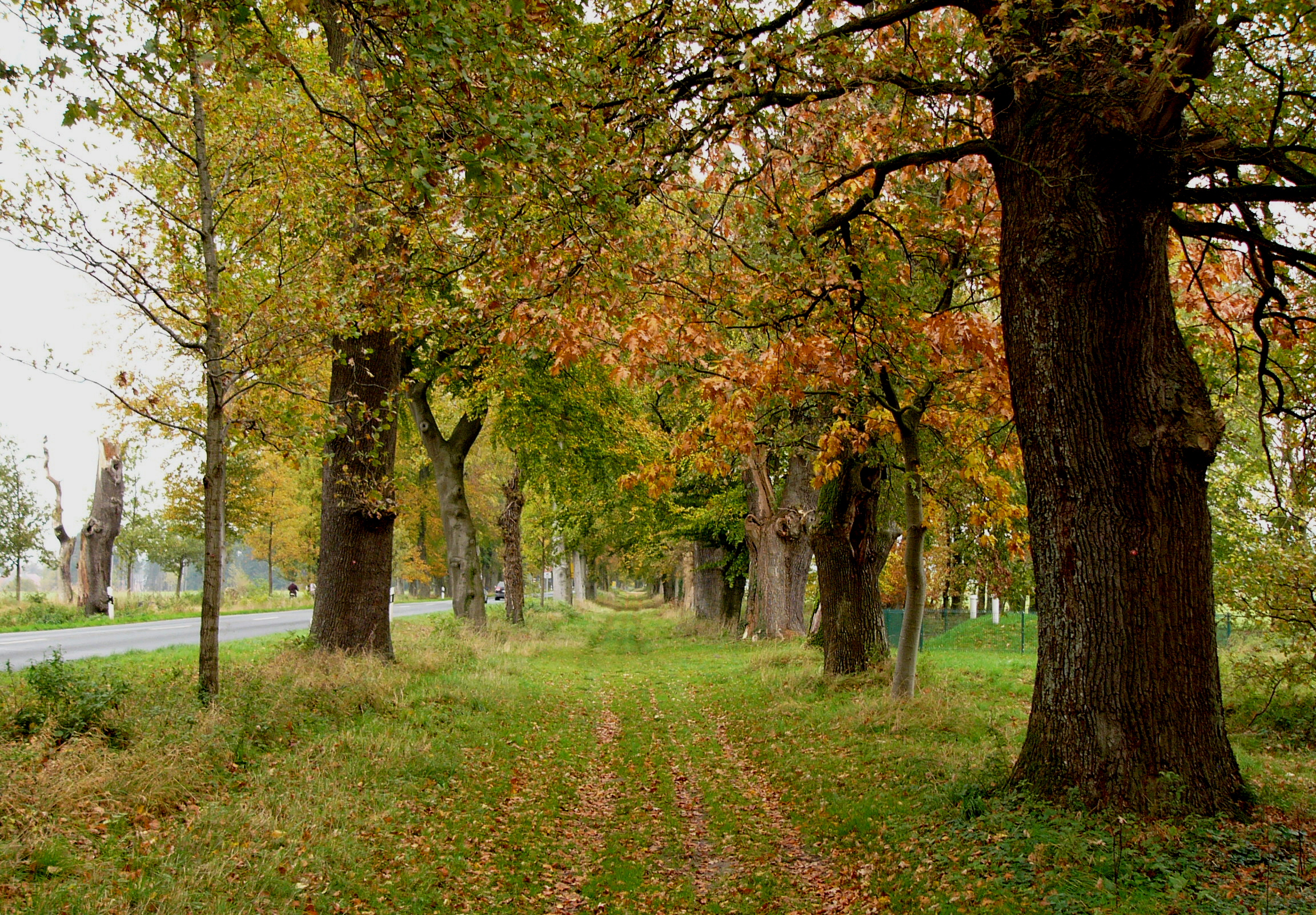
Fürstenallee

## Varia
De gemeente Schlangen onderhoudt sinds 1999 een jumelage met de in Finland gelegen stad Viitasaari, en sinds 2011 één met de Poolse plaats Stężyca (Pommeren).
Augustdorf · Bad Salzuflen · Barntrup · Blomberg · Detmold · Dörentrup · Extertal · Horn-Bad Meinberg · Kalletal · Lage · Lemgo · Leopoldshöhe · Lügde · Oerlinghausen · Schieder-Schwalenberg · Schlangen